# Брумилбах-Мизау
Брумилбах-Мизау (њем. Bruchmühlbach-Miesau) општина је у њемачкој савезној држави Рајна-Палатинат. Једно је од 50 општинских средишта округа Кајзерслаутерн. Према процјени из 2010. у општини је живјело 7.494 становника. Посједује регионалну шифру (AGS) 7335003.

## Географски и демографски подаци
Брумилбах-Мизау се налази у савезној држави Рајна-Палатинат у округу Кајзерслаутерн. Општина се налази на надморској висини од 235 метара. Површина општине износи 26,9 km². У самом мјесту је, према процјени из 2010. године, живјело 7.494 становника. Просјечна густина становништва износи 279 становника/km².

## Међународна сарадња
| Мјесто      | Држава   | Врста сарадње | Од    |
| ----------- | -------- | ------------- | ----- |
| Мартинсхехе | Аустрија | партнерство   | 1978. |
| Извор       |          |               |       |